# بني صالح (أسيوط)
قرية بني صالح هي إحدى القرى التابعة لمركز القوصية في محافظة أسيوط في جمهورية مصر العربية. حسب إحصاءات سنة 2006، بلغ إجمالي السكان في بني صالح 3505 نسمة، منهم 1632 رجل و1873 امرأة.